# Darrel Myvette
Darrel Albert Myvette (ur. 15 grudnia 1993) – belizeński piłkarz występujący na pozycji pomocnika, reprezentant kraju, obecnie zawodnik Verdes.
Piłkarzem jest również jego brat Jahron Myvette.

## Kariera klubowa
Myvette pochodzi z Belize City. Początkowo występował w regionalnych, amatorskich turniejach – w 2012 roku w barwach zespołu Brown Bombers wziął udział w Champion of Champions Inter-District Tournament, a w 2014 roku jako zawodnik North Side FC zagrał w CYDP Football Finals. W 2016 roku rozpoczął występy w lidze belizeńskiej w klubie Verdes FC. Wywalczył z nim dwa mistrzostwa Belize (2017/2018 Opening, 2019/2020 Opening) i dwa wicemistrzostwa Belize (2016/2017 Closing, 2018/2019 Opening).

## Kariera reprezentacyjna
W seniorskiej reprezentacji Belize Myvette zadebiutował za kadencji selekcjonera Vincenzo Alberto Annese, 14 listopada 2019 w wygranym 2:0 meczu z Gujaną Francuską w ramach Ligi Narodów CONCACAF.